# آلن پرنس
آلن پرنس (تولد ۱۹۴۶) استاد زبانشناسی دانشگاه راتگرز آمریکاست. شهرت وی به دلیل گسترش نظریه بهینگی با همکاری پل اسمولنسکی است. همچنین وی با همکاری استیون پینکر مقاله‌ای در نقد پیوندگرایی منتشر کرد که این مقاله نقطه آغاز مباحثی در این زمینه شد. از حوزه‌هایی که پرنس در آن فعالیت داشته می‌توان به واجشناسی، ساختواژه و علوم شناختی اشاره کرد.

## تحصیلات
پرنس در سال ۱۹۷۱ در رشته زبانشناسی، از دانشگاه مک‌گیل فارغ‌التحصیل شد. وی در ۱۹۷۵ موفق به کسب مدرک دکترا از دانشگاه ام‌آی تی شد. عنوان تز دکتری وی «ساختواژه و واجشناسی عبری طبری» بود که در کمیته‌ای با حضور نوآم چامسکی، موریس هله و پل کیپارسکی از آن دفاع کرد.
پرنس در سال ۱۹۸۸ با همکاری استیون پینکر مقاله‌ای را در نقد مدل پردازش گسترده موازی که توسط راملهارت و مک‌کللند طراحی شده بود، منتشر کرد. این مقاله آغازگر مجموعه مباحثی شد که از آن با نام «مناظره زمان گذشته» نام برده می‌شود.

## تألیفات

### کتاب
- نظریه بهینگی: تعامل محدودیت در دستور زایشی[۱] (با همکاری اسمولنسکی) - ۲۰۰۴
- ترجمه ژاپنی[۲] - ۲۰۰۸

### مقاله
- دربارهٔ زبان و پیوندگرایی: تحلیل مدل پردازش گسترده موازی از فراگیری زبان[۳] (همراه با استیون پینکر) - ۱۹۸۸

## افتخارات
- جایزه هیئت امنای دانشگاه راتگرز برای برتری در تحقیق - ۲۰۰۷
- بورس گوگنهایم - ۱۹۹۸